# Embalse de Foum Gleita
El embalse de Foum Gleita se encuentra en el río Gorgol, afluente del río Senegal en la región de Gorgol, en Mauritania. La presa se construyó en 1988 con el propósito de suministrar agua para regar una zona de 4.000 hectáreas.
La presa tiene una altura de 37 m y una longitud de 110 m. En el momento de la construcción, la superficie del embalse oscilaba entre 10.000 ha en la estación húmeda y 5.000 ha en la estación seca. El volumen variaba entre los 500 millones de m³ y los 250 millones de m³. Las variaciones en el nivel del agua permitían desarrollar los cultivos en la zona descubierta, que podían pasar de 1.000 a 4.000 ha.
Las precipitaciones medias en Foum Gleita entre los años 2000 y 2009 han sido de 290 mm, concentradas en los meses de julio, julio y agosto, ligeramente superiores a las estimadas entre 1964 y 1994, 255,6 mm. Las temperaturas máximas en esos meses alcanzan los 40 °C.
Las rocas en esta zona son esquistos micáceos metamórficos y cuarzo alterados en el Paleozoico con la intrusión de rocas del Cámbrico. Las rocas son extremadamente duras. Una cadena montañosa de poca altura se eleva de pronto en la llanura en el sentido norte-sur a la manera de un acantilado. El río Gorgol forma el embalse al este de esta formación.
En 2013 se pone en marcha un proyecto para llevar agua potable desde la presa de Foum Gleita a 200 localidades de los wilayas o regiones de Brakna, Gorgol y Assaba, con la instalación de una depuradora junto al embalse, en el monte Wawa.
Ese mismo año se pone en marcha un proyecto para el cultivo de 12.000 ha de caña de azúcar por debajo del embalse de Foum Gleita que iría acompañado de la construcción de una refinería capaz de producir 160.000 t de azúcar blanco.

## Historia
En el momento de la construcción, entre 1982 y 1988, el valle del río Gorgol reunía varios grupos socioculturales. En primer lugar los mauros o mauritanos denominados beydan o bidan (blancos), que constituían la aristrocracia guerrera o tribus marabúticas, nómadas dedicados a a ganadería que se iban sedentarizando rápidamente, acompañados por los abd, esclavos domésticos que ejercían de pastores, y, en segundo lugar, los haratin, los únicos que practican la agricultura y que tradicionalmente pagaban una tasa a los beydan como medida de protección para escapar a la esclavitud.
Los cultivos se realizaban en los pequeños cursos de agua cuando las inundaciones de la época de lluvias decrecen. Los beydan practican una trashumancia de invierno que les lleva hacia el norte y de vuelta a partir de diciembre, en época de cosecha, cerca de los poblados agrícolas de los haratin, junto al embalse.
La construcción de la presa en el lecho del Gorgol Negro obligó a desplazar las poblaciones al perímetro del embalse y especialmente a la zona bajo la presa. Se entregaba una parcela de 0,25 ha por persona, hombre o mujer de 18 a 55 años en una primera fase, luego reducida a 16 años, condicionada por la construcción de una casa y la instalación de tres nuevos pueblos con nombres de puntos cardinales, Village Nord, Centre y Sud.
Los nuevos cultivos incluían arroz, mijo, maíz y sorgo.
Diez años después, la producción desciende por la salinización de los suelos. En 2002, el 12% de los terrenos plantados han sido abandonados. El problema es que los suelos en el Sahara necesitan grandes cantidades de agua para ser irrigados, con la consiguiente acumulación de sales. La producción de arroz, de 4,6 t por ha en los primeros años (1985-1991) baja a 3,8 t por ha entre 1992 y 1999.  En 2009 se cultiva arroz con regadío, sorgo y maíz en terrenos bajos con la decrecida, y sorgo, maíz y algo de mijo aprovechando las lluvias.
En el perímetro de Forum Gleita son cultivables 19.440 ha de terreno, pero en 2010 se cultivaban únicamente 692 ha. Los cultivos dominantes son arroz, boniatos y legumbres.
En 2011 se rehabilita la carretera que une Kaédi, en la desembocadura del río Gorgol en el río Senegal, con M’bout, de 116 km, así como el desvío a Foum Gleita, a 24 km de esta última.